# 錦江警察署
錦江警察署（きんこうけいさつしょ）は、鹿児島県警察が管轄する警察署の一つである。

## 管轄区域
- 肝属郡のうち 錦江町、南大隅町

## 所在地
- 893-2303 鹿児島県肝属郡錦江町馬場438

## 交番・駐在所
- 根占交番（肝属郡南大隅町根占川北66番地3）
- 池田駐在所（肝属郡錦江町城元5506番地3）
- 田代駐在所（肝属郡錦江町田代麓870番地1）
- 佐多駐在所（肝属郡南大隅町佐多伊座敷3644番地1）